# Swing When You're Winning
Swing When You're Winning è il quarto album discografico in studio di Robbie Williams, costituito da cover di classici swing anni '50-'60, accompagnato dalla London Session Orchestra. Il primo singolo estratto dal disco fu Somethin' Stupid, fortunato duetto con l'attrice Nicole Kidman.

## Descrizione
Il titolo dell'album rimanda scherzosamente a quello del precedente disco di Williams, Sing When You're Winning, anche se i due album non hanno alcun collegamento in comune.
Alcuni brani dell'album sono stati usati per colonne sonore: Beyond the Sea utilizzato per il film d'animazione Alla ricerca di Nemo e Have You Met Miss Jones? per il film Il diario di Bridget Jones.
Dopo il successo del suo terzo disco, Sing When You're Winning, Robbie Williams sentì la necessità di abbracciare uno stile musicale più adulto che si allontanasse dal semplice pop. Si prese due settimane di tempo di pausa nel bel mezzo di un tour, e registrò un album da lui descritto come "il disco da big band che avevo sempre sognato di fare". L'album venne pubblicato nel novembre 2001. Costituito principalmente da cover di standard tratti dal Great American Songbook, l'album è il quarto album ufficiale di Williams. Nato dalla grande passione di Williams per Frank Sinatra, l'album venne inciso ai Capitol Studios di Los Angeles, California, e pubblicato simbolicamente proprio sotto etichetta Capitol (la storica casa discografica di Sinatra). Il disco contiene duetti con gli attori Rupert Everett, Nicole Kidman, Jon Lovitz e Jane Horrocks, e la partecipazione speciale del vecchio amico di Robbie ed ex-coinquilino Jonathan Wilkes. Sorprendentemente l'album contiene inoltre un duetto con lo stesso cantante nella canzone It Was a Very Good Year, nella quale Williams canta le prime due strofe, per poi lasciare il campo alla voce originale di Sinatra. Williams spiegò che l'idea nacque quando uno dei suoi session men casualmente suonò la sua versione del brano ai familiari di Sinatra. Il musicista in questione era amico della famiglia Sinatra da anni, ed aveva suonato nell'incisione originale di It Was a Very Good Year. Altro ospite a sorpresa fu il pianista Bill Miller che accompagnò Williams nel brano One for My Baby. Miller aveva suonato in molte delle tournée di Sinatra, e in molte sue registrazioni in studio. In aggiunta, l'album si avvalse della partecipazione della London Session Orchestra. Il brano d'apertura dell'album, I Will Talk and Hollywood Will Listen, è l'unica nuova canzone originale presente sul disco. La canzone è un'ironica riflessione dell'artista, tra il serio e il faceto, sulle proprie ambizioni di diventare una stella di Hollywood con versi del tipo: «Kevin Spacey would call on the phone, but I'd be too busy» ("Kevin Spacey mi chiamerà al telefono, ma io sarò troppo occupato") e «Mr Spielberg look just what you're missing» ("Signor Spielberg guarda cosa ti stai perdendo").

## Accoglienza
Quando l'album uscì a fine 2001, divenne all'istante numero 1 in Gran Bretagna, passando 6 settimane consecutive in vetta alla classifica. In Irlanda, Nuova Zelanda, Austria, Germania e Svizzera, entrò nella top 10, vendendo più di 2 milioni di copie entro fine 2001 nel solo Regno Unito, e circa 7 milioni a livello mondiale. L'album trascorse 57 settimane nella Official Albums Chart, certificandosi 7 volte disco di platino, e diventando il quarantanovesimo album più venduto di sempre in Gran Bretagna.

## Singoli
- Somethin' Stupid, un duetto con l'attrice Nicole Kidman, venne pubblicato come primo singolo estratto dall'album. Reinterpretazione del celebre duetto tra Frank Sinatra e sua figlia Nancy, la canzone divenne il quinto singolo numero 1 in classifica di Williams in Gran Bretagna, con vendite superiori alle 100 000 copie nella prima settimana di uscita,[24] diventando un notevole successo anche in Argentina, Nuova Zelanda, Italia, Germania, e Svezia. Anche grazie al videoclip che lo accompagnò, il singolo risultò essere uno dei maggiori successi del 2001, vendendo più di 200 000 copie nella sola Inghilterra e passando tre settimane in vetta alla classifica dei singoli.[25]
- Il secondo singolo fu un doppio lato A contenente le canzoni Mr. Bojangles e I Will Talk and Hollywood Will Listen; tuttavia, il singolo venne pubblicato solamente nell'Europa centrale ed orientale.

## Tracce
1. I Will Talk and Hollywood Will Listen – 3:17 (Guy Chambers, Robbie Williams)
2. Mack the Knife – 3:18 (Marc Blitzstein, Bertolt Brecht, Kurt Weill)
3. Somethin' Stupid (feat. Nicole Kidman) – 2:50 (Carson Parks)
4. Do Nothin' Till You Hear from Me – 2:58 (Duke Ellington, Bob Russell)
5. It Was a Very Good Year (feat. Frank Sinatra) – 4:28 (Ervin Drake)
6. Straighten Up and Fly Right – 2:36 (Nat King Cole, Irving Mills)
7. Well, Did You Evah? (feat. Jon Lovitz) – 3:50 (Cole Porter)
8. Mr. Bojangles – 3:17 (Jerry Jeff Walker)
9. One for My Baby – 4:17 (Harold Arlen, Johnny Mercer)
10. Things (feat. Jane Horrocks) – 3:22 (Bobby Darin)
11. Ain't That a Kick in the Head – 2:27 (Sammy Cahn, Jimmy Van Heusen)
12. They Can't Take That Away From Me (feat. Rupert Everett) – 3:07 (George Gershwin, Ira Gershwin)
13. Have You Met Miss Jones? – 2:34 (Richard Rodgers, Lorenz Hart)
14. Me and My Shadow (feat. Jonathan Wilkes) – 3:16 (Dave Dreyer, Al Jolson, Billy Rose)
15. Beyond the Sea – 4:29 (Jack Lawrence, Charles Trenet)
16. Outtakes (hidden track) – 2:51

Bonus tracks edizione giapponese
1. The Lady Is a Tramp (live) – 2:57 (Lorenz Hart, Richard Rodgers)
2. That's Life – 3:08 (Kelly Gordon, Dean Kay)

## Formazione
- Robbie Williams - voce
- Jim Cox - pianoforte
- Harold Jones - batteria
- Dave Catlin-Birch - basso
- Dave Arch - pianoforte
- Ralph Salmins - batteria
- Bill Miller - pianoforte
- George Doering - chitarra
- Chuck Berghofer - basso
- Mitch Dalton - chitarra elettrica
- Frank Ricotti - percussioni
- Anthony Kerr - vibrafono
- Sam Burgees - contrabbasso
- Chuck Findley - tromba
- Steve Sidwell - tromba
- Gary Grant - tromba
- Wayne Bergeron - tromba
- Jeff Bunnell - tromba
- Paul Spong - tromba
- Simon Gardner - tromba
- John Barclay - tromba
- Phil Teele - trombone
- Andy Martin - trombone
- Bruce Otto - trombone
- Steven Holtman - trombone
- Alex Illes - trombone
- Craig Ware - trombone
- Richard Edwards - trombone
- Neil Sidwell - trombone
- Gordon Campbell - trombone
- Dave Stewart - trombone
- Pete Christlieb - sassofono tenore
- Sal Lozano - sassofono tenore
- Dave Bishop - sassofono tenore
- Chris White - sassofono tenore
- Beverly Dahlke-Smith - sassofono baritono
- Greg Huckins - sassofono baritono
- Phil Todd - sassofono baritono
- Ian Dixon - sax alto
- Gary Foster - sax alto
- Dan Higgins - sax alto
- Eric Marienthal - sax alto
- Bill Liston - sax alto
- Andy Macintosh - sax alto